# Crotalaria adenocarpoides
Crotalaria adenocarpoides är en ärtväxtart som beskrevs av Paul Hermann Wilhelm Taubert. Crotalaria adenocarpoides ingår i släktet sunnhampor, och familjen ärtväxter. Inga underarter finns listade i Catalogue of Life.